# Daniel Hagari

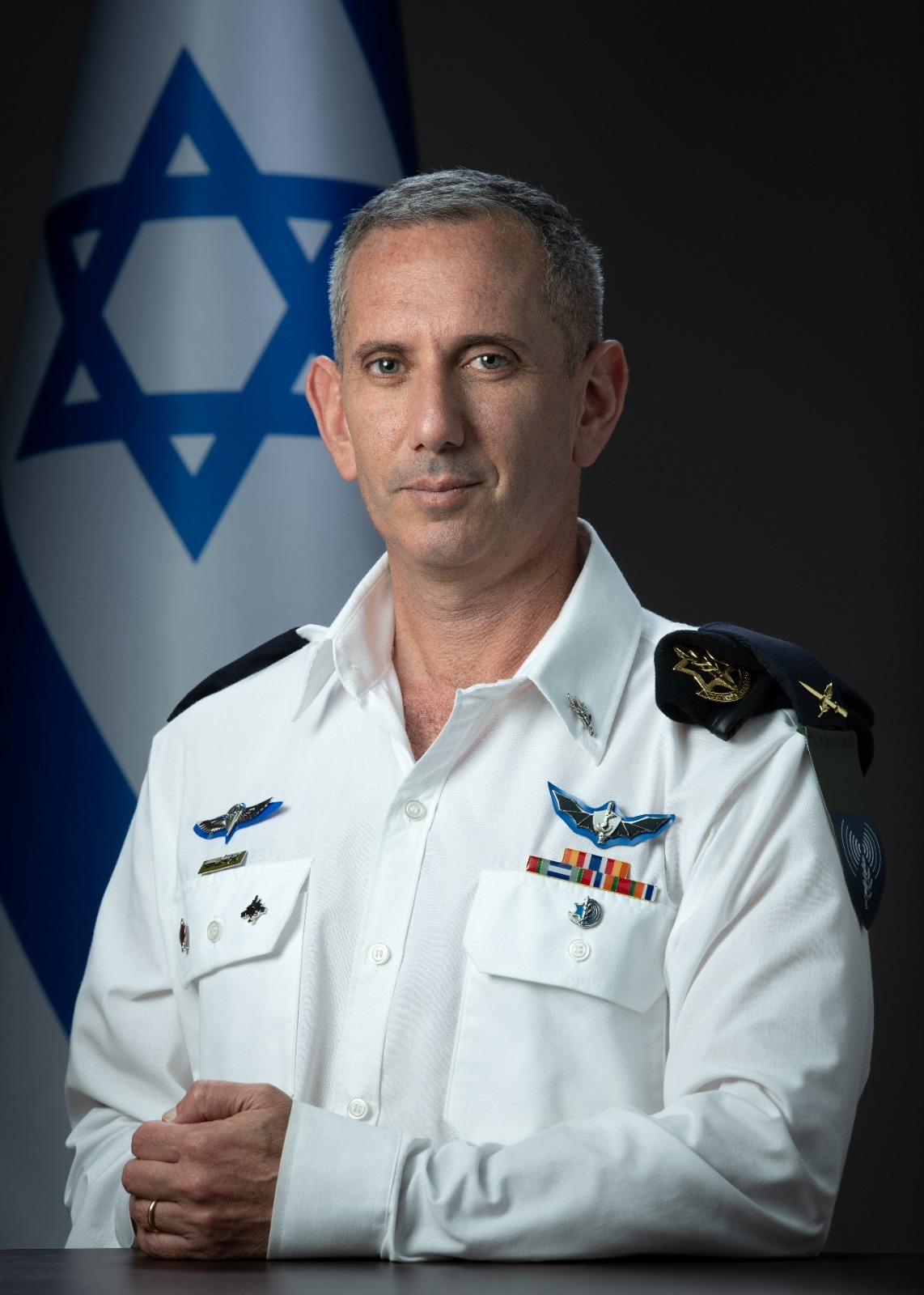
Daniel Hagari (2023)

Daniel „Dani“ Hagari (hebräisch דניאל "דני" הגרי; * 1976 in Tel Aviv) ist ein israelischer Flottillenadmiral (Tat-Aluf). Er war von 2023 bis 2025 Sprecher der israelischen Streitkräfte.

## Karriere
Hagari erwarb einen Bachelor in Philosophie und einen Master-Abschluss in Diplomatie und Verteidigung an der Universität Tel Aviv. Er trat 1995 in die israelischen Streitkräfte (IDF) ein und meldete sich freiwillig für den Dienst in der Spezialeinheit Schajetet 13 der israelischen Marine. Von 2012 bis 2014 war er Büroleiter des Generalstabschefs Benny Gantz und von 2016 bis 2019 Assistent des Generalstabschefs Gadi Eizenkot. Später kehrte er in den Dienst bei der Marine als Kommandeur der Einheit Schajetet 13 zurück. Hagari wurde später Chef für Marine-Operationen im Generalstab der Marine.
Im Oktober 2023 wurde Hagari vom Generalstabschef Herzi Halewi als Nachfolger von Brigadegeneral Ran Kochav zum IDF-Pressesprecher ernannt. Hagaris Ernennung entspricht der israelischen Praxis, nach der hochrangige Militärs und nicht zivile Journalisten die IDF-Kommunikationseinheit leiten.
In Hagaris Zeit als IDF-Sprecher fiel der Terrorangriff der Hamas vom Oktober 2023 und der darauffolgende Gaza-Krieg. Seine Auftritte vor der Presse, bei denen er den Stand der Militäroperationen mitteilte, wurden auch auf Al-Dschasira, CNN und in der ARD-Tagesschau gesendet.
Im Juni 2024 äußerte Hagari Zweifel an der Erreichbarkeit des von der Regierung Netanjahu ausgegebenen Kriegsziels, die Hamas im Gazastreifen zu vernichten. Es sei nicht möglich,  alle israelischen Geiseln der Hamas durch Militäroperationen zu retten. Die Hamas sei nicht nur eine islamistische Terrormiliz, sondern als Idee und Partei in den Herzen der Menschen verwurzelt. „Wer glaubt, wir könnten die Hamas ausschalten, der irrt sich.“ Wenn die israelischen Verantwortlichen keinen Plan hätten, wie der Gazastreifen nach dem Kriegsende regiert und versorgt werden solle, „werden wir im Endeffekt die Hamas haben“.
Hagari trat am 9. März 2025 von seinem Posten zurück.
Der Zeit-Redakteur Paul Middelhoff überschrieb sein Porträt über Hagari im April 2024 mit den Worten „Das Gesicht des Krieges“. Hagari habe als Militärsprecher der Welt Israels Blick auf den Krieg präsentiert und einen Teil seiner Aufgabe darin gesehen, das Vertrauen der Israelis durch Medienarbeit wiederzugewinnen, nachdem es der Armee nicht gelungen sei, das Land vor dem Terrorangriff der Hamas zu schützen. Laut tagesschau.de war er „für viele die zuverlässigste Quelle für Informationen über den Kriegsverlauf“. In einem Meinungsbeitrag in Haaretz schrieb Gideon Levy über die Rolle von Hagari als Sprecher, dessen Pflicht habe darin bestanden, „zu lügen, zu vertuschen, zu verbergen, zu täuschen, zu bestreiten und zu leugnen, alle Verbrechen vor den Augen der Welt und vor uns selbst zu verbergen. Der Fürst der Integrität und Fairness, Hagari, hat sich bei seiner Arbeit ausgezeichnet. Er täuschte und verstellte sich, log ohne mit der Wimper zu zucken und sah dabei so anständig, so menschlich aus. […] Deshalb haben wir ihn geliebt. Dank Hagari haben wir nicht nur nichts gewusst, sondern auch nichts gehört und nichts gesehen. […] Das war seine Aufgabe, und das ist die Aufgabe jedes IDF-Sprechers: die Verbrechen der Armee zu vertuschen“.

## Familie
Ein Großvater Hagaris kam aus Berlin-Charlottenburg. Er war vor dem Zweiten Weltkrieg vor den Nationalsozialisten geflohen und nach Palästina emigriert. Hagari wuchs in Tel Aviv mit zwei Brüdern auf. Er ist verheiratet und hat vier Kinder.